# Município de Marlboro (condado de Stark, Ohio)
O município de Marlboro (em inglês: Marlboro Township) é um município localizado no condado de Stark no estado estadounidense de Ohio. No ano de 2010 tinha uma população de 4.356 habitantes e uma densidade populacional de 46,09 pessoas por km².

## Geografia
O município de Marlboro encontra-se localizado nas coordenadas 40° 56′ 39″ N, 81° 14′ 36″ O. Segundo a Departamento do Censo dos Estados Unidos, o município tem uma superfície total de 94.51 km², da qual 92,94 km² correspondem a terra firme e (1,66 %) 1,57 km² é água.

## Demografia
Segundo o censo de 2010, tinha 4.356 habitantes residindo no município de Marlboro. A densidade populacional era de 46,09 hab./km². Dos 4.356 habitantes, o município de Marlboro estava composto pelo 97,61 % brancos, o 0,51 % eram afroamericanos, o 0,14 % eram amerindios, o 0,53 % eram asiáticos, o 0,37 % eram de outras raças e o 0,85 % eram de uma mistura de raças. Do total da população o 0,92 % eram hispanos ou latinos de qualquer raça.